# أغوستين نافارو
أغوستين نافارو (بالإسبانية: Agustín Navarro)‏ هو كاتب سيناريو ومخرج إسباني، ولد في 1926 في كارتاخينا في إسبانيا، وتوفي في 14 يوليو 2001 في مدريد في إسبانيا.

## وصلات خارجية
- أغوستين نافارو على موقع IMDb (الإنجليزية)
- أغوستين نافارو على موقع ألو سيني (الفرنسية)
- أغوستين نافارو على موقع أول موفي (الإنجليزية)
- أغوستين نافارو على موقع قاعدة بيانات الأفلام السويدية (السويدية)
- أغوستين نافارو على موقع كينوبويسك (الروسية)